# Кваша Василь Семенович
Кваша Василь Семенович (нар. 16 листопада 1917, Миргород Полтавської області — 8 жовтня 1987, Миргород) — український майстер різьблення на дереві, заслужений майстер народної творчості УРСР (з 1964).

## Біографія
Вчився у Г. Сластіона та Я. Усика.
Учасник Другої світової війни. У повоєнні роки В. С. Кваша працював художником-декоратором та старшим художником у закладах культури м. Миргорода. Довгий час працював директором районного будинку культури.

## Творчість
Значну частину робіт художник В. С. Кваша виконав за мотивами творів Шевченка.
У 1967 брав участь у всесвітній виставці в м. Монреалі (Канада) — ЕКСПО-67 з 210 своїми творами, серед яких була різьблена хата Т. Г. Шевченка «У тій хатині у раю…».
Роботи:
- портрети — Богдана Хмельницького (1953–1954), Миколи Гоголя (1958–1959), Тараса Шевченка (1963);
- композиції — «У тій хатині, у раю, я бачив пекло» (1967), «Курінь у Розливі» (1969);
- декоративні тарелі— «В. І. Ленін» (1963), «А хату раєм називають», «Верба» (обидві 1969), «Околиця с. Шушенського» (1970—1971), «М. В. Гоголь» (1971).

Твори Кваші зберігаються в ДМУНДМ.